# イオシフ・ラディオノフ
イオシフ・ボリソフ・ラディオノフ（ブルガリア語: Йосиф Борисов Радионов, ラテン文字転写例: Iosif Borisov Radionov, 1951年2月11日 - ）は、ブルガリア出身のヴァイオリン奏者。

## 経歴
ソフィアの生まれ。幼少時より音楽家だった父親から音楽の手ほどきを受け、1975年までソフィア国立音楽院でヴラディーミル・アヴラモフにヴァイオリンを学んだ。音楽院在学中の1972年にはスヴャトスラフ・オブレテノフ国際音楽コンクールで優勝。
1975年から1980年まで国務省主催の室内楽コンサートで演奏し、1981年から1992年までソフィア・フィルハーモニー管弦楽団のコンサートマスターを務めた。1991年にはヴラディゲロフ音楽院の助教授となり、2001年には教授に昇格した。